# Palacio Nacional de Sintra
El Palacio Nacional de Sintra (también conocido en portugués como Palácio da Vila), localizado en la freguesia sintrense de São Martinho, fue un palacio real y hoy es propiedad del Estado português, que lo utiliza para fines turísticos y culturales. Es un palacio urbano, cuya construcción se inició a principios del siglo XVI, siendo el autor desconocido. 
Presenta trazos de arquitectura mudéjar, gótica, manuelina, renacentista e historicista. Es considerado un ejemplo de Arquitectura orgánica, con un conjunto de cuerpos aparentemente separados, pero que forman parte de un todo articulado entre sí, a través de patios, escaleras, corredores y galerías. 
El palacio forma parte del conjunto "Paisaje cultural de Sintra" declarado Patrimonio de la Humanidad por la Unesco en 1995.

## Evolución
A pesar de haber sido construido en el siglo XVI, hay relatos de la existencia de otro palacio existente en las cercanías. Éste fue donado por el rey D. João I al conde de Seia, en el siglo XIV, volviendo al patrimonio real algunos años más tarde. 
En 1489 fue iniciada una campaña de obras que aligeraron la masa de la construcción y enriquecieron la decoración interior, cubriéndolo con azulejos andaluces. Entre 1505 y 1520 se creó la llamada ala manuelina y, en 1508, tuvo inicio la construcción de Sala dos Brasões (Sala de los escudos).
Durante el reinado de D. João III (mediados del siglo XVI), se edificó el espacio entre las alas juanina y manuelina. En el siglo XVII, bajo orientaciones del conde de Soure, se procedió a hacer unas obras de alteración y ampliación y, entre 1683 y 1706 (reinado de D. Pedro II), se renovaron las pinturas de los techos de algunas estancias. 
En 1755 fueron realizadas importantes obras de restauración, para paliar los daños causados por el Terremoto de Lisboa, y se edificó el ala que va desde el Jardim da Preta al Pátio dos Tanquinhos. En 1863 se llevó a cabo una nueva campaña de decoración. 
El palacio fue clasificado como Monumento Nacional en 1910.

## Características arquitectónicas

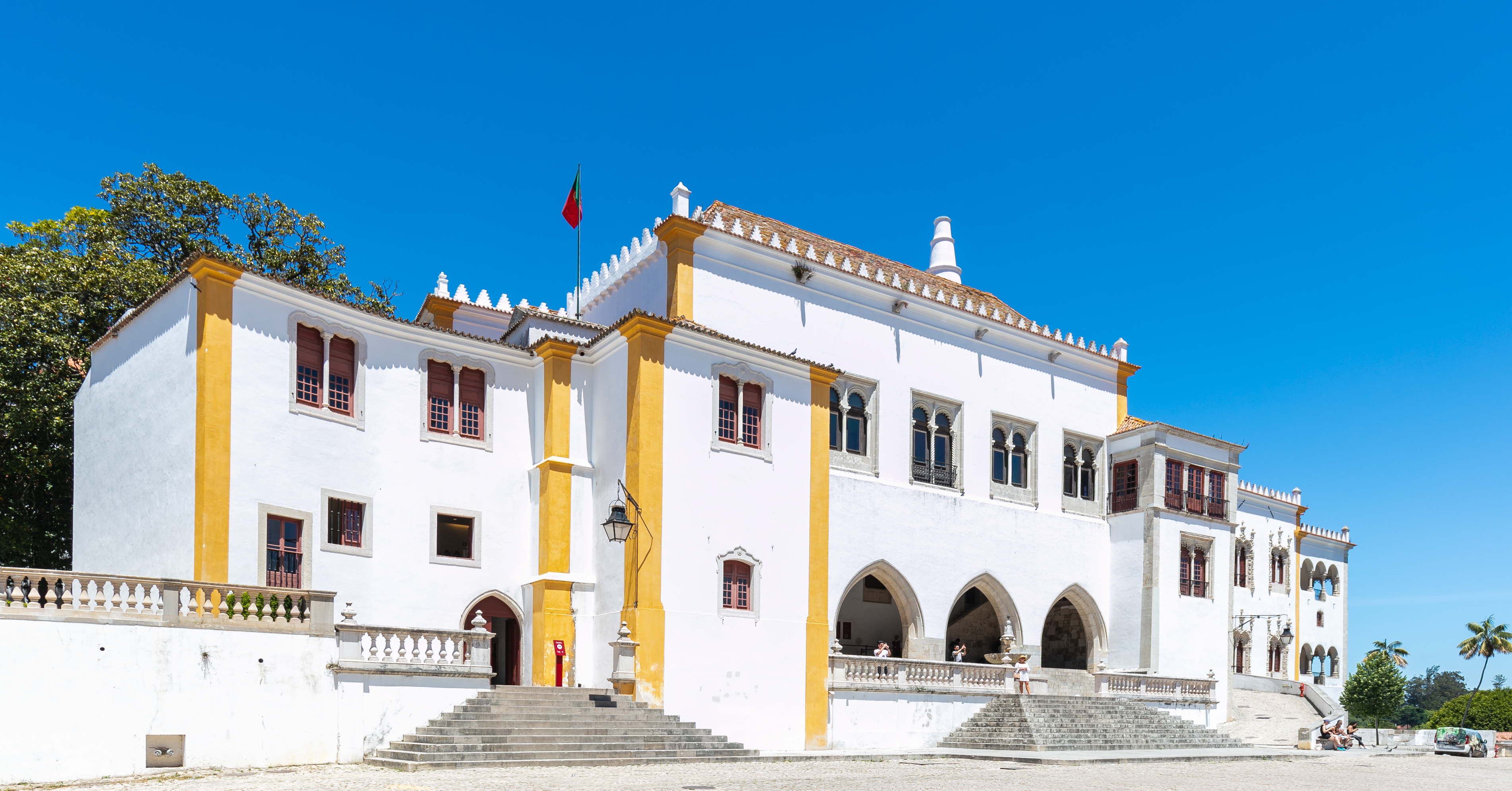
Fachada del Palacio Nacional de Sintra

De planta compleja, se organiza en V y presenta una volumetría escalonada, construida sobre todo por paralelepípedos, siendo la cubierta efectuada por múltiples tejados a cuatro aguas. 
El aspecto característico de este palacio es fácilmente identificado por los turistas. Se trata de dos grandes chimeneas cónicas gemelas. El alzado principal está organizado en tres cuerpos, siendo el central más elevado y cuadrado relativamente a los extremos. Aún existe en la planta baja una arquería con arcos quebrados, coronados por cinco ventanas. Las otras fachadas del edificio presentan una compleja articulación de cuerpos salientes y entrantes, destacándose el volumen cúbico de la Sala dos Brasões.
Las estancias internas se dividen en zonas organizadas en torno a patios. Destacan las siguientes estancias: Sala dos Archeiros, la Sala Moura (o de los Árabes), la Sala das Pegas, la Sala dos Cisnes y la Sala dos Brasões — que ostenta la representación de las armas de 72 familias nobles portuguesas y de los ocho hijos de D. Manuel I —, la Sala das Sereias y la Sala da Audiência.
La capilla, de planta rectangular y nave única, presenta los muros revestidos por pinturas ornamentales y techo de madera. En la cocina son visibles las bases octogonales de las monumentales chimeneas. Algunas estancias de la llamada ala manuelina, ostentan paredes recubiertas por capas de piedas calcáreas, caracterizadas por su decoración en relieve.

## Galería de imágenes

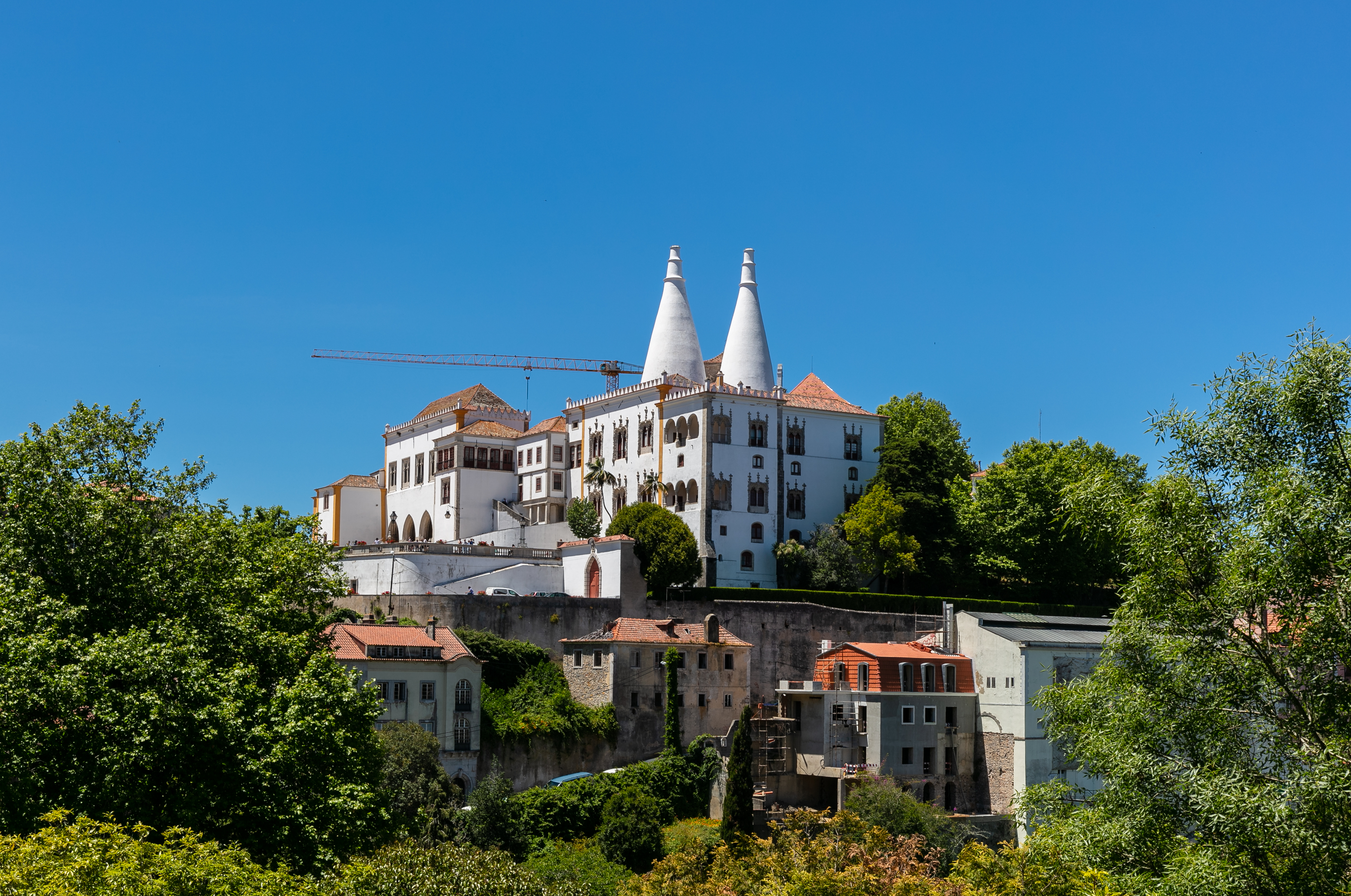
Vista lejana.
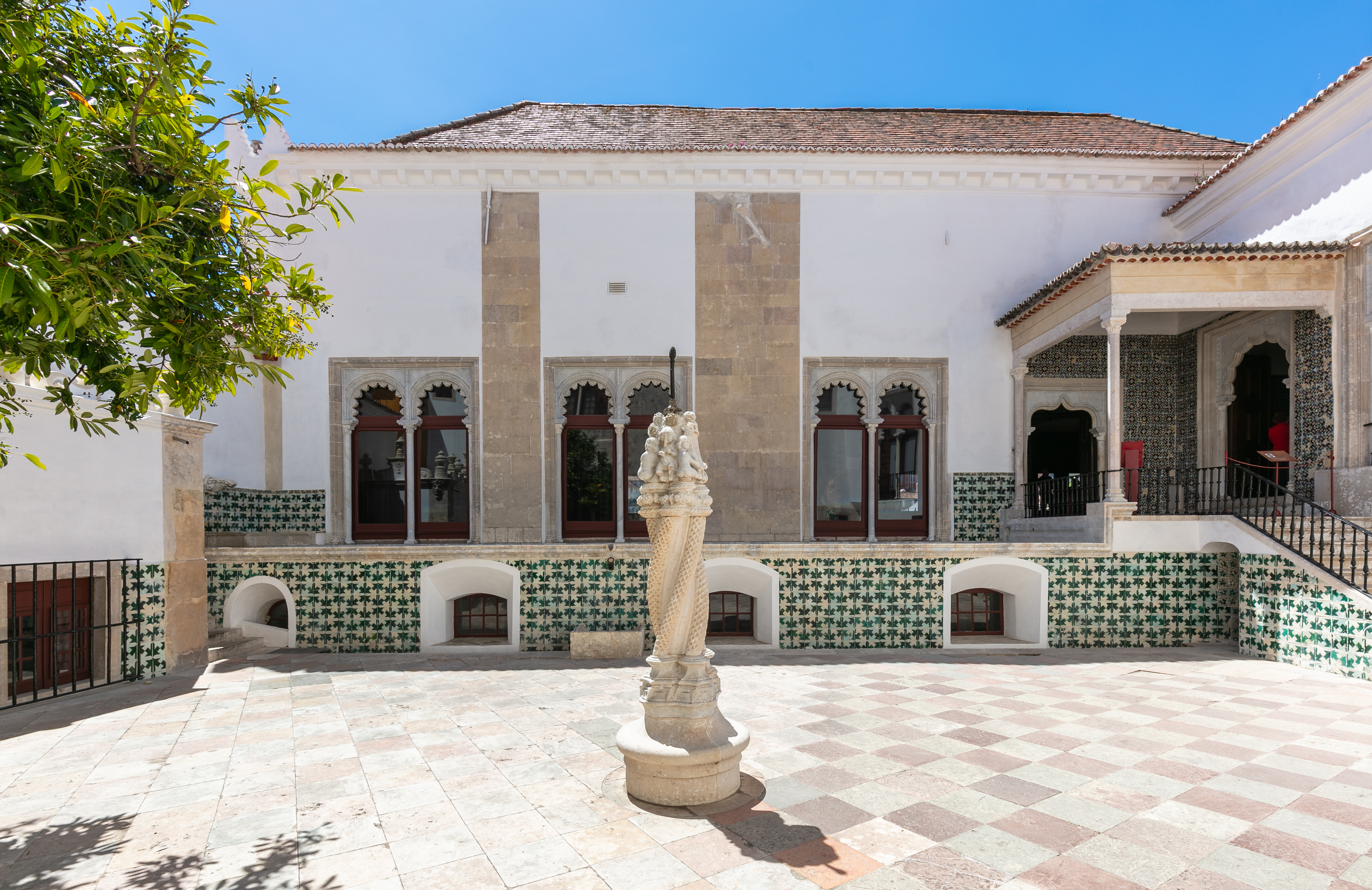
Vista del patio central con sus azulejos.
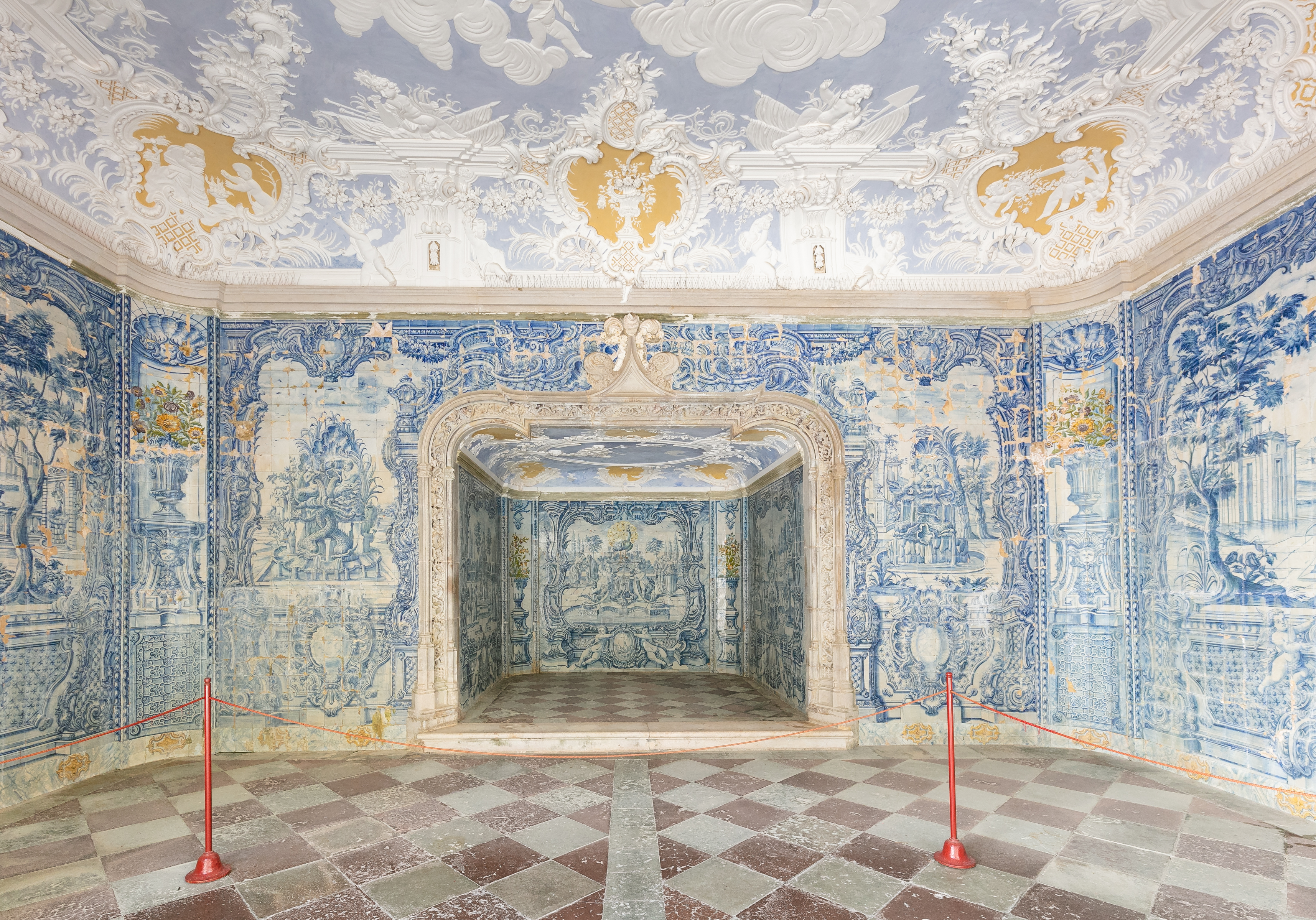
Gruta dos Banhos, junto al patio central.
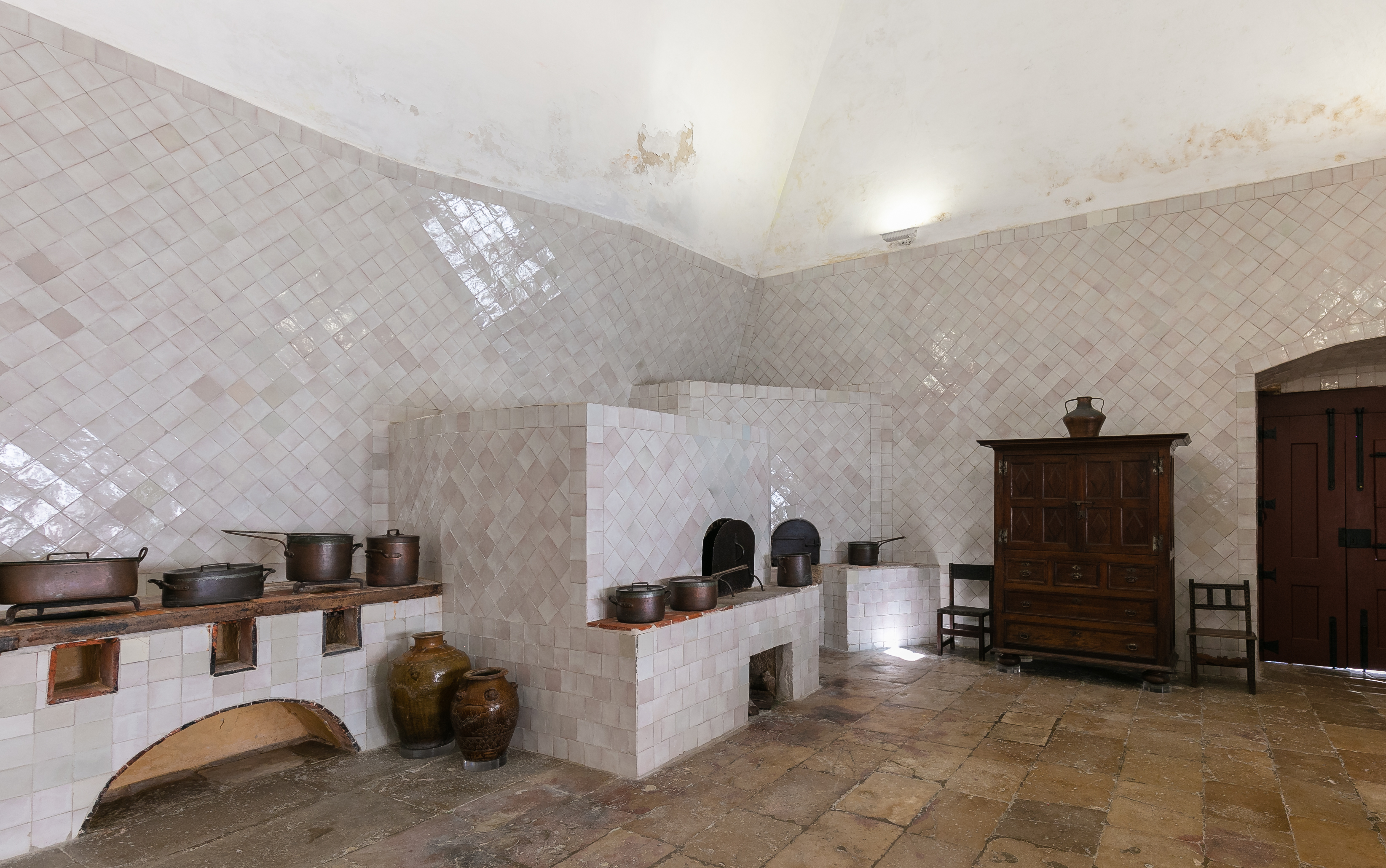
Cocina.
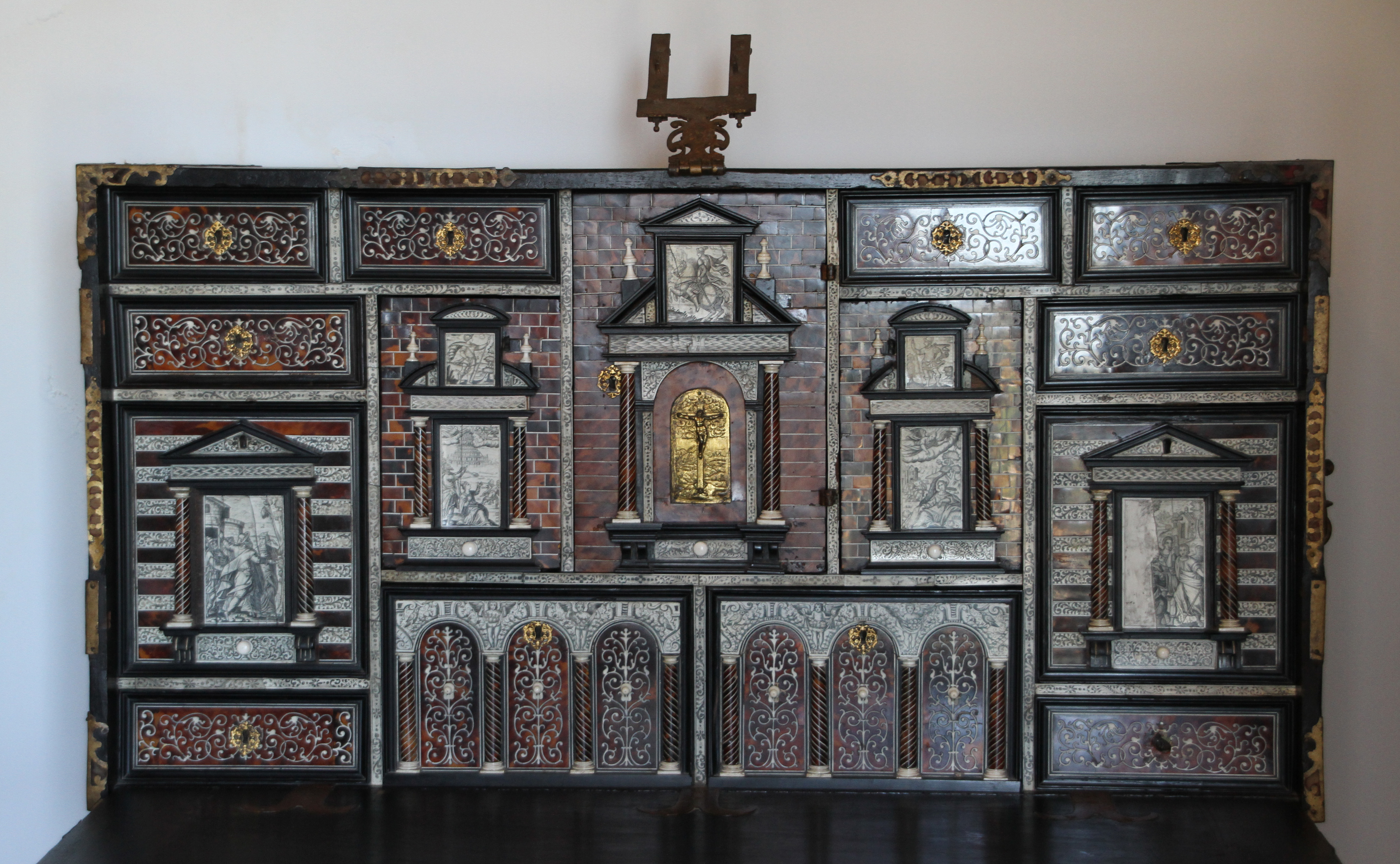
Escritorio.
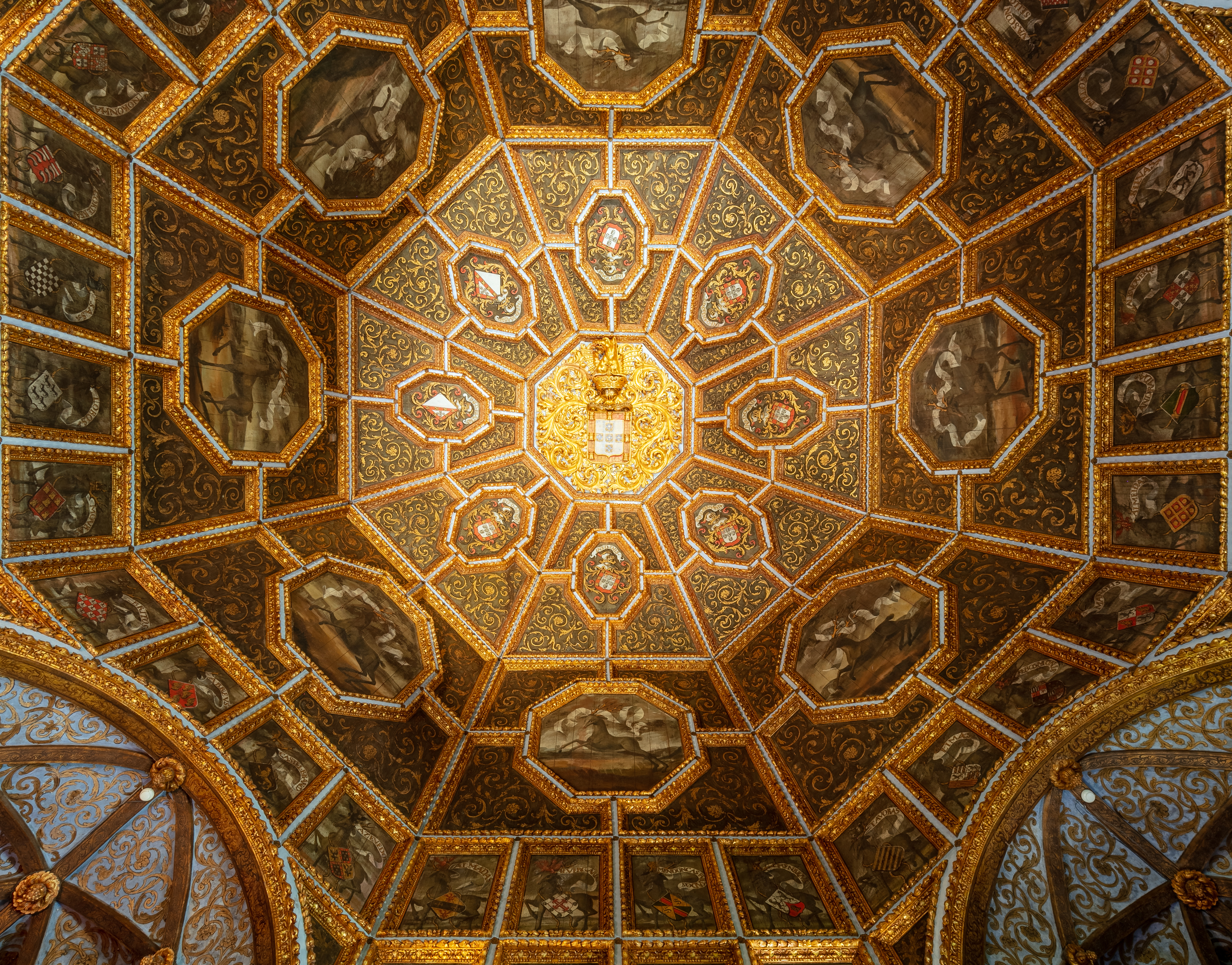
Cúpula de la sala dos Brasões.
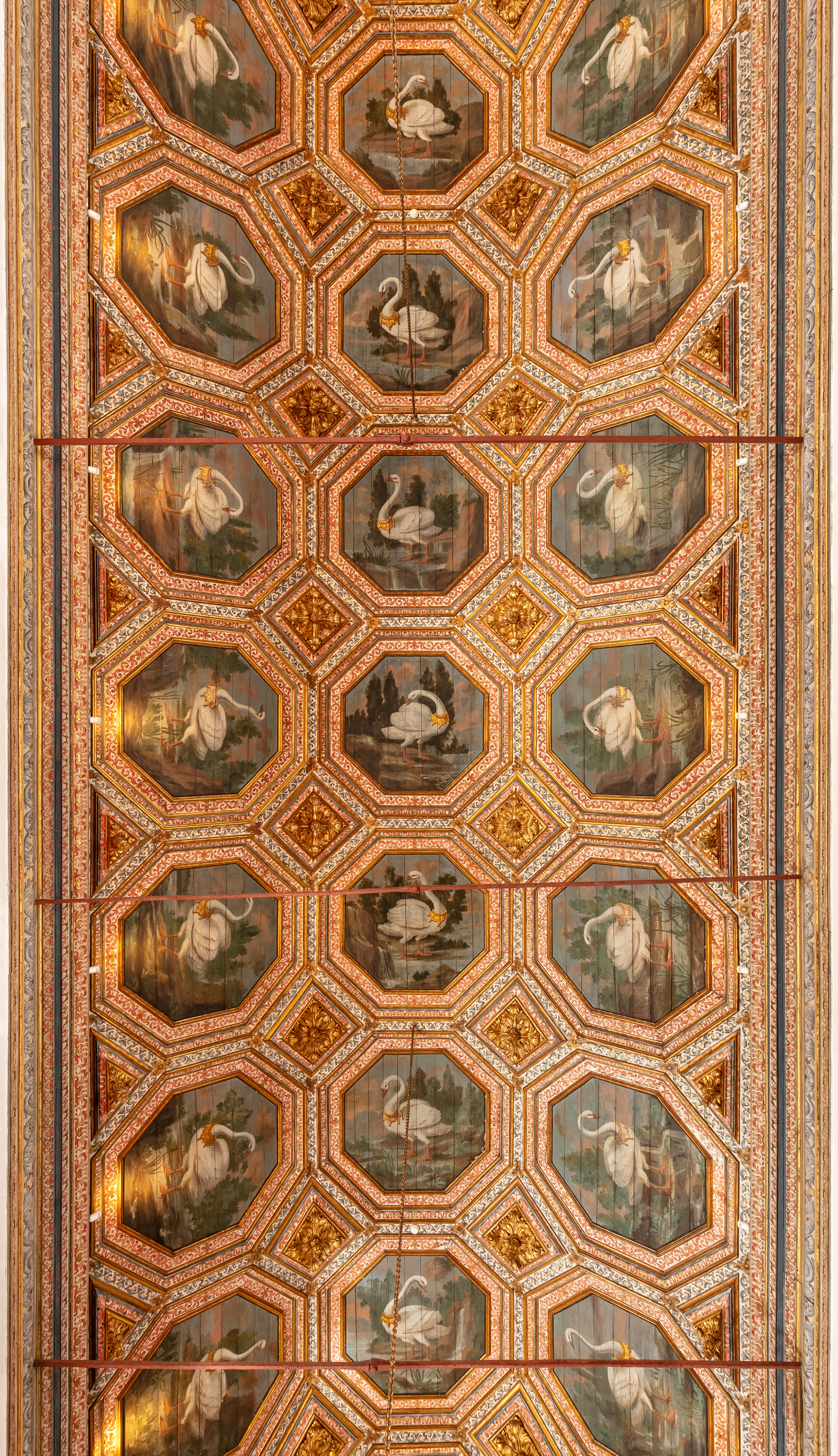
Techo de la Sala dos Cisnes.
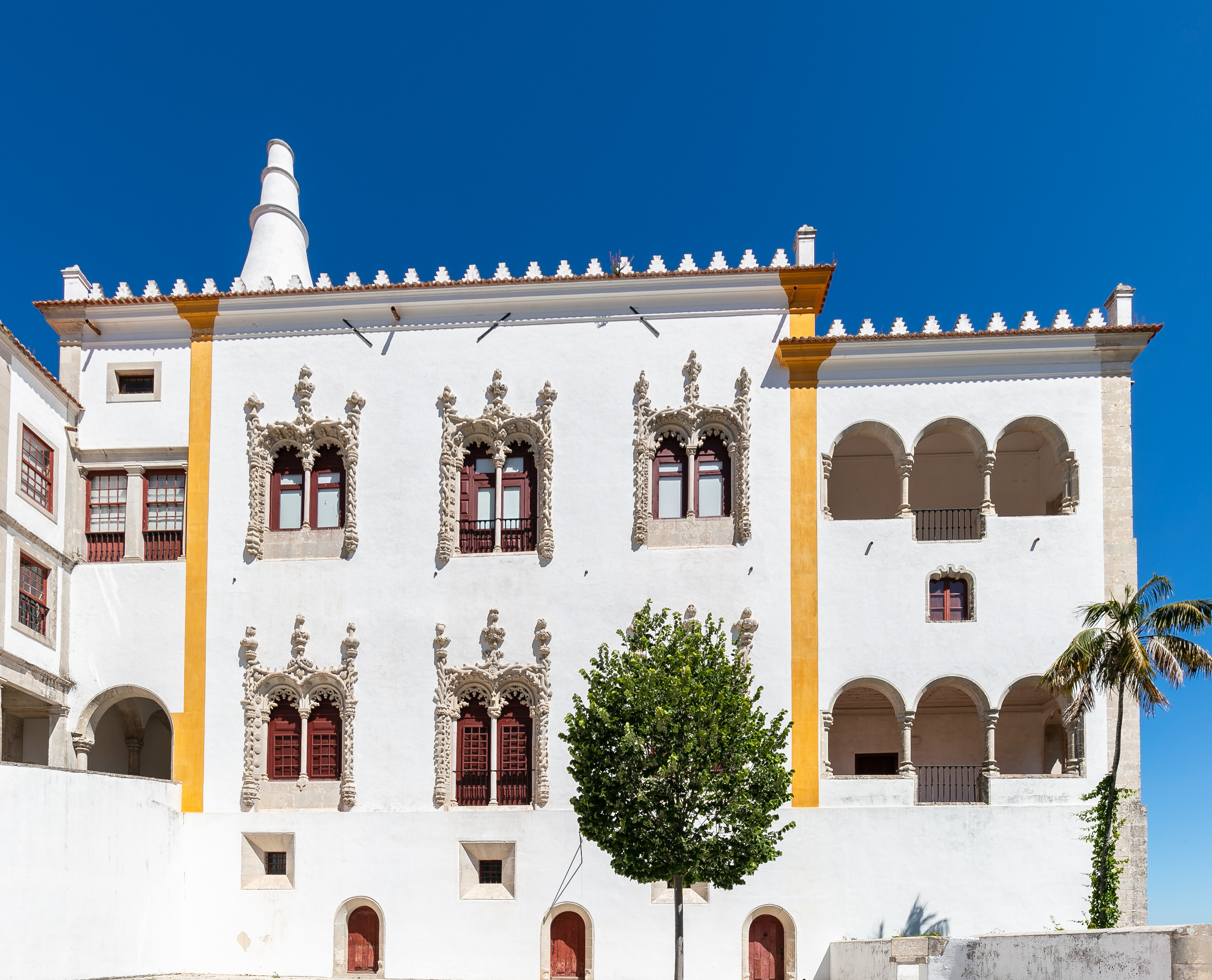
Vista posterior del exterior.
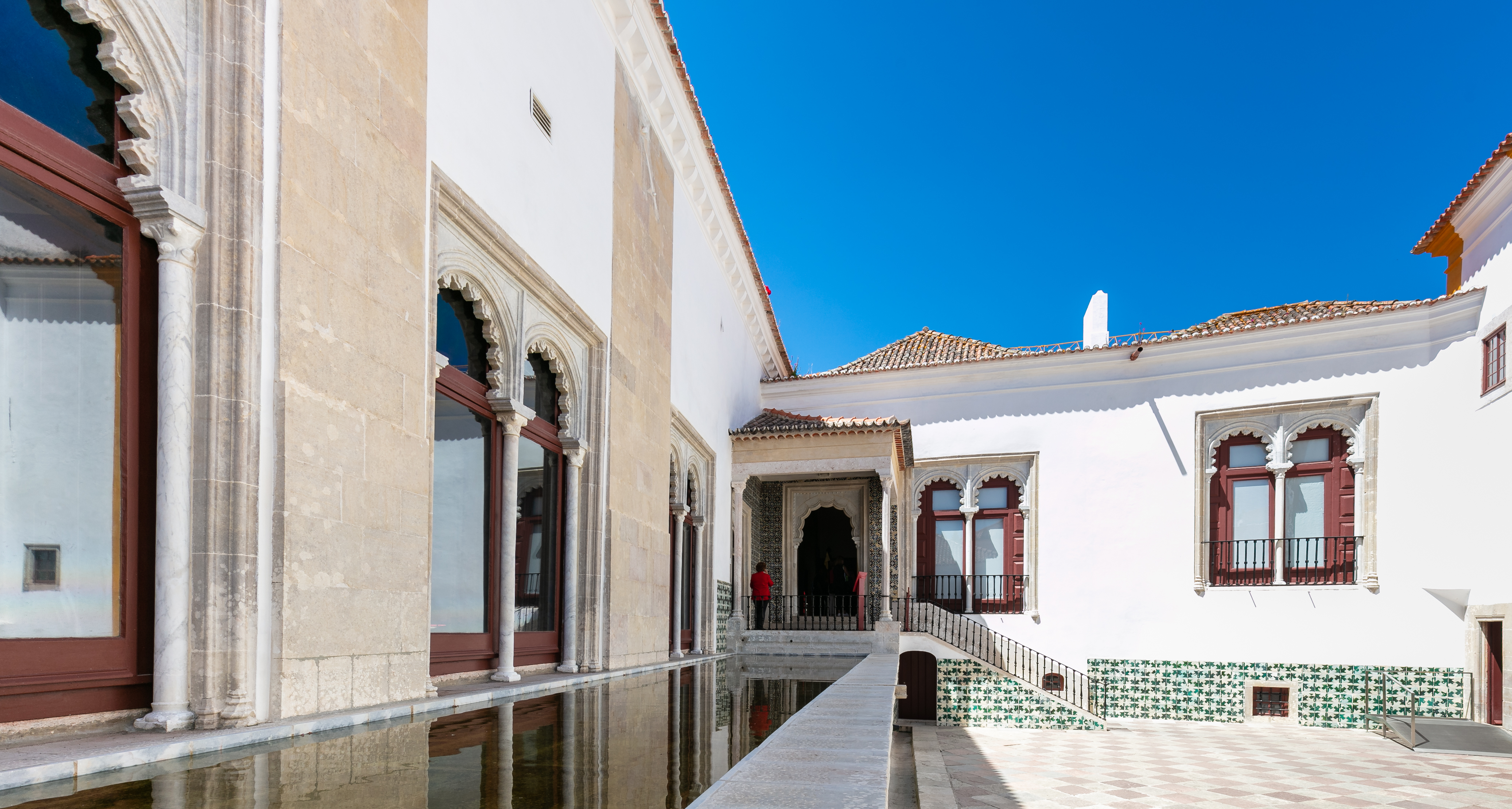
Pátio do Esguicho.
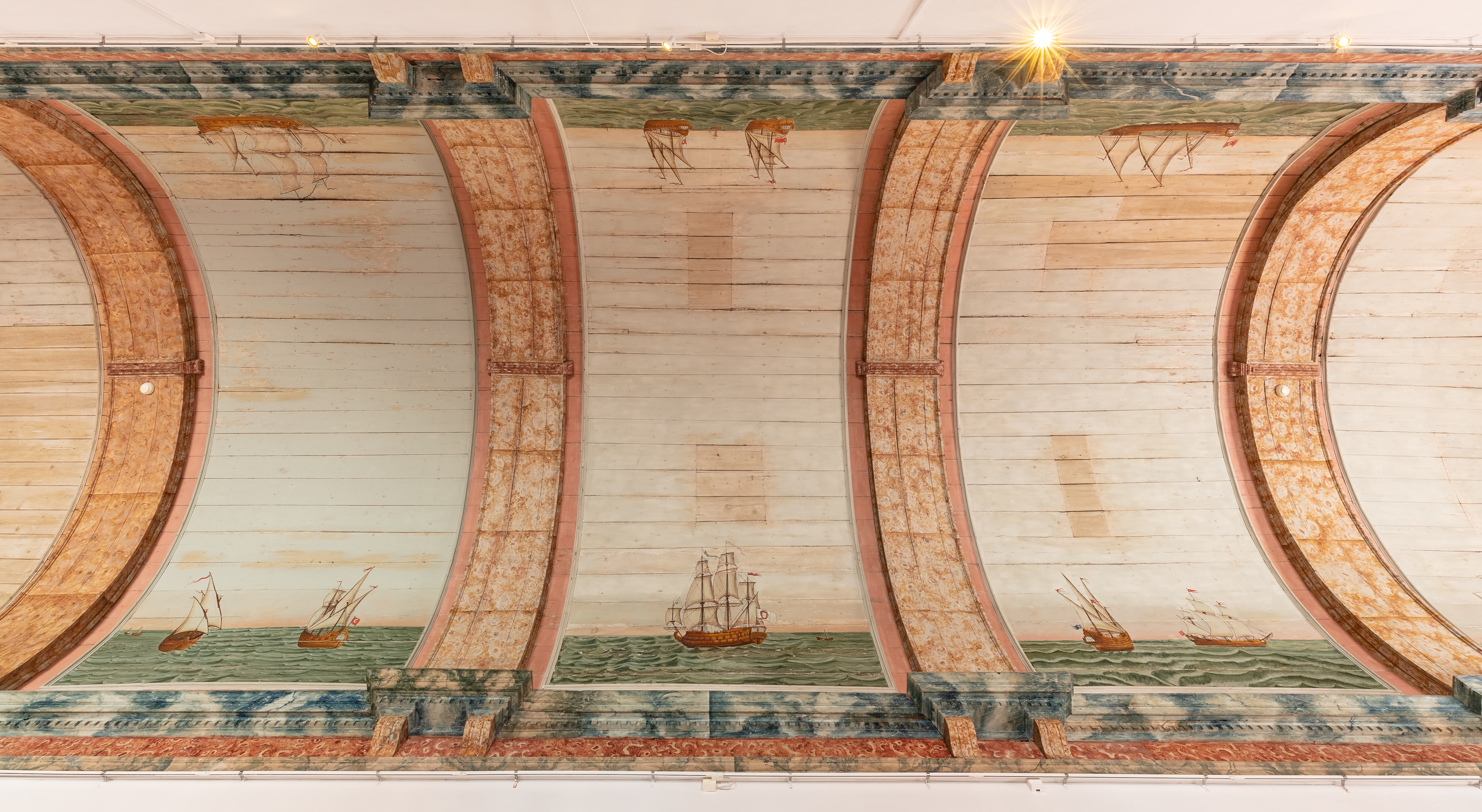
Techo de la sala das Galés.